# スリガオ海峡

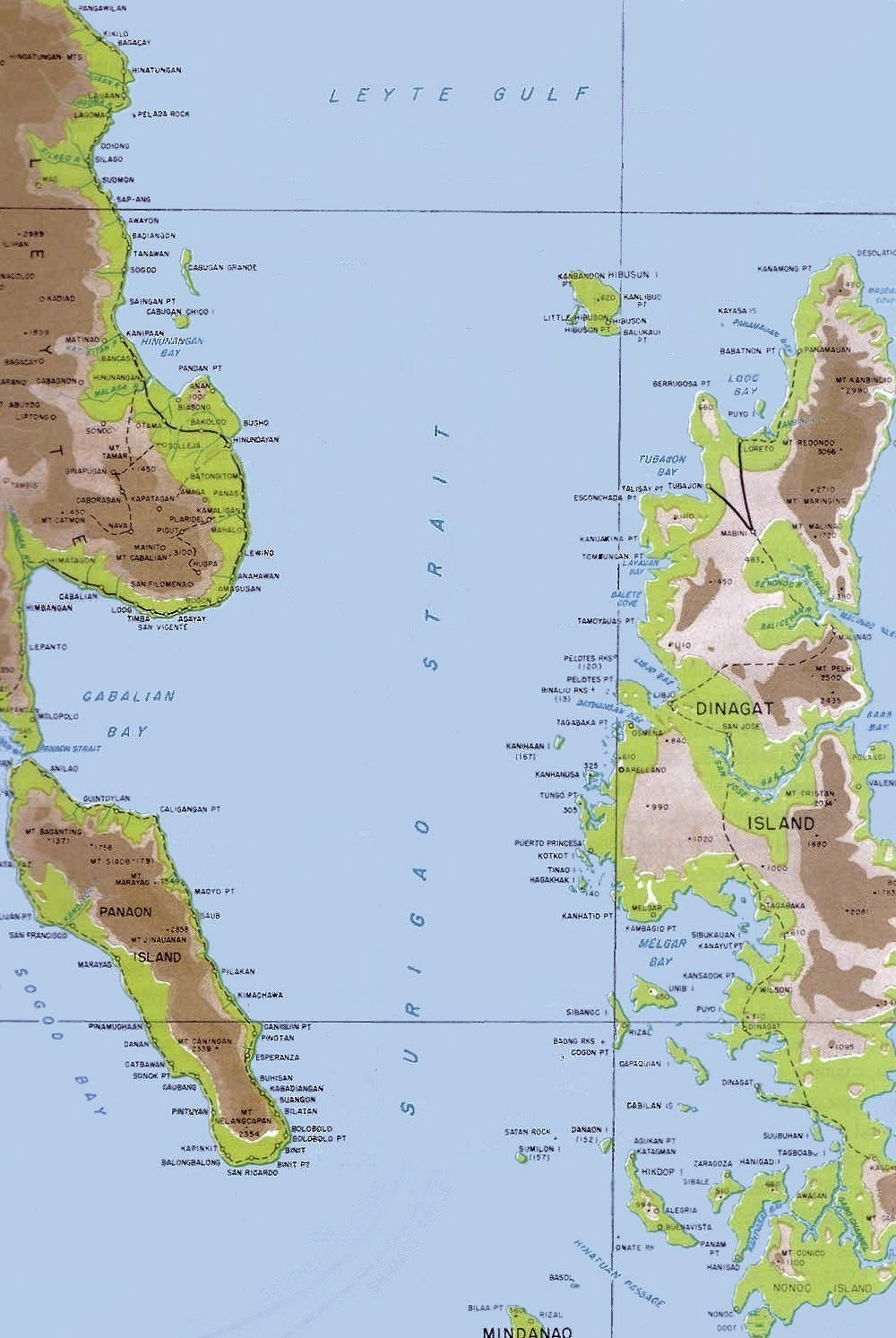

スリガオ海峡（スリガオかいきょう、フィリピン語：Kipot ng Surigaw）は、フィリピンのレイテ島・パナアン島とミンダナオ島・ディナガット島との間の海峡である。レイテ湾とミンダナオ海とを結ぶ。 
ヴィサヤ地方とミンダナオ地方の間で人や物を運ぶ数多くのフェリーがこの海峡を横切っている。フェリーは南レイテ州リロアンと北スリガオ州スリガオとを結んでいる。 
この海峡は水深が深く、8ノット以上の強い海流が流れる。レイテ湾の入口にあるスルアン島には、灯台が設置されている。 

## 語源
伝説によれば、この海峡の名前はスリガオ川の河口に住んでいたネグリトの酋長Solibaoに由来する。スペインの探検家がここに到達した時、SolibaoをSurigaoと聞き間違えたという。 
他に、スペイン語で水流を意味するsurgirに由来するという説もある。 

## 歴史
1521年3月、フェルディナンド・マゼランの一行が世界初の世界一周航海の途中で、ヨーロッパ人で初めてこの海峡を通過した。 
太平洋戦争中の1944年10月25日、この海峡でスリガオ海峡海戦が起きた。南からレイテ湾へ突入しようとする日本海軍の西村祥治中将の艦隊がアメリカ海軍に丁字戦法で迎え撃ちされ、山城、扶桑の2戦艦ほかが沈没するなどした。